# لور تاون (کالیفرنیا)
لور تاون (به انگلیسی: Lower Town) یک منطقهٔ مسکونی در ایالات متحده آمریکا است که در شهرستان مونو، کالیفرنیا واقع شده‌است. لور تاون ۲٬۳۲۸ متر بالاتر از سطح دریا واقع شده‌است.